# Football Club Manu Laeva
Il Football Club Manu Laeva è una società calcistica di Tuvalu, fondata nel 1980.
Come le altre società di Tuvalu è a carattere dilettantistico, inoltre ha una squadra B ed una femminile.

## Palmarès

### Competizioni nazionali
- Coppa KnockOut di Tuvalu: 2

1998, 2001
- Independence Cup: 1

2011
- Giochi di Tuvalu: 3

2008, 2009, 2011
- Christmas Cup: 1

2012

### Altri piazzamenti
- Tuvalu A-Division:

Terzo posto: 2012
- NBT Cup:

Finalista: 2007, 2012
- Independence Cup:

Finalista: 1988, 1990, 2003, 2006

## Organico 2012-2013

### Rosa
| N. |                   | Ruolo | Calciatore      |
| -- | ----------------- | ----- | --------------- |
| 1  | Tuvalu (bandiera) | P     | Jelly Selau     |
| 2  | Tuvalu (bandiera) | P     | Semi Tafia      |
| 3  | Tuvalu (bandiera) | D     | Joshua Tepaolo  |
| 4  | Tuvalu (bandiera) | D     | Kilo Lusama     |
| 5  | Tuvalu (bandiera) | D     | Pele            |
| 6  | Tuvalu (bandiera) | D     | Tasau           |
| 7  | Tuvalu (bandiera) | C     | Vaisua Liva     |
| 8  | Tuvalu (bandiera) | C     | Okilani Tinilau |
| 9  | Tuvalu (bandiera) | C     | Moeva Mausalii  |

| N. |                   | Ruolo | Calciatore        |
| -- | ----------------- | ----- | ----------------- |
| 10 | Tuvalu (bandiera) | C     | Akelei Lima'alofa |
| 11 | Tuvalu (bandiera) | C     | Tataa Luke        |
| 12 | Tuvalu (bandiera) | C     | Talofou Losefa    |
| 13 | Tuvalu (bandiera) | C     | Mauga Silifa      |
| 14 | Tuvalu (bandiera) | C     | Telava Folitao    |
| 15 | Tuvalu (bandiera) | A     | Epati Laipe       |
| 16 | Tuvalu (bandiera) | A     | Suega             |
| 17 | Tuvalu (bandiera) | A     | Sio               |